# Поткозаре
Поткозаре (серб. Поткозарје; до 1994 года — Иваньска, серб. Ивањска) —  населённый пункт (посёлок) в общине Баня-Лука (Град Баня-Лука), который принадлежит энтитету Республике Сербской, Босния и Герцеговина. Расположен в 20 км к северо-западу от города Баня-Лука, на железной дороге Баня-Лука — Приедор. К северо-западу от населённого пункта Поткозаре находится горная гряда Козара.

## Население
Численность населения посёлка Поткозаре по переписи 2013 года составила 3 296 человек.
Этнический состав населения населённого пункта по данным переписи 1991 года:
- хорваты — 3.306 (72,23 %),
- сербы — 1.095 (23,92 %),
- югославы — 118 (2,57 %),
- боснийские мусульмане — 6 (0,13 %),
- прочие — 52 (1,13 %),
- всего — 4.577